# Patró pluvial

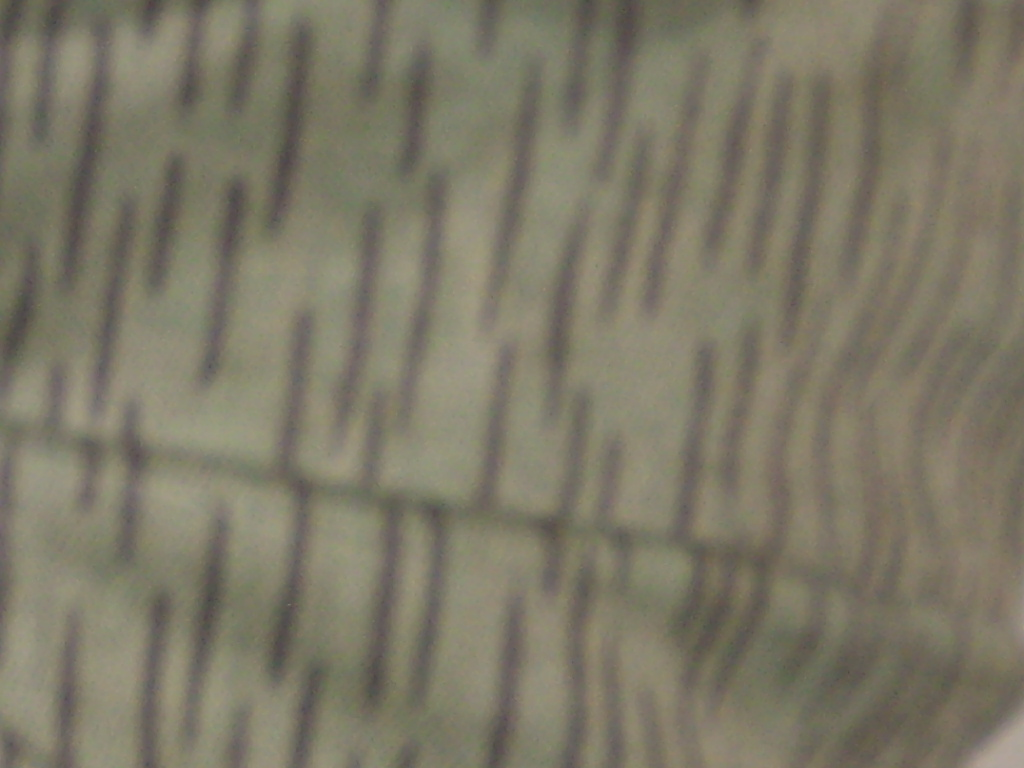
Exemple de patró pluvial: jehliči txecoslovac

Un patró pluvial és un patró mimètic en què, sobre fons llis de to clar, predomina un motiu pluvial, és a dir, traços verticals discontinus en to fosc, suggerint gotes de pluja, d'on el nom. Els patrons pluvials, típics del Pacte de Varsòvia, constitueixen una família de patrons mimètics prou caracteritzada, amb els diversos membres entrellaçats històricament, i no tan sols estilísticament. En anglès aquesta família es coneix com a rain patterns ('patrons de pluja' o 'patrons pluvials'), raindrop patterns ('patrons gota de pluja') i needle patterns ('patrons d'agulla'), denominacions derivades dels noms oficials en les llengües respectives, com veurem.

## Origen
Històricament, els patrons pluvials són una derivació dels patrons estellats de la Wehrmacht, els quals presentaven sempre un element pluvial sobre el joc de polígons estellats. Es limiten a prendre aquest element pluvial i a aïllar-lo sobre fons llis.

## Inventari

### Polònia: el patródeszczyk(1958-1968)
El primer patró pluvial fou el deszczyk ('gota de pluja') de les forces armades poloneses (LWP), amb motiu pluvial marró sobre fons gris.
Tant el patró mateix com l'uniforme a què s'aplicava tingueren diverses versions successives. El color del fons continuà essent el gris, però en tons i intensitats variants; fins i tot n'hi hagué alguna versió de to ambigu entre el verd i el caqui. Vigí de 1958 a 1968, en què el substituí el patró moro, un clapejat ben peculiar.
Fou, així mateix, un dels primers patrons a vestir la totalitat d'un exèrcit, i no tan sols forces d'elit.
Incloïa czapka de campanya (rogatywka polowa), també en deszczyk.

### Txecoslovàquia: el patrójehliči(1963-1985)
Les forces armades txecoslovaques (ČSLA) foren les primeres a imitar el patró deszczyk, sota el nom oficial de jehliči ('agulles'). Consistia en un motiu pluvial marró fosc sobre fons verd viu, dotat, aquest, de clapes subtilment més fosques; d'ací l'apel·latiu col·loquial de oblaky ('núvols') que rep aquest patró.
El patró jehliči presenta característiques singulars. Així, tot i que les peces que hi són confeccionades no són reversibles, la part interior duu estampat un patró mimètic ben diferent, a base de clapes i pics verd fosc i motiu pluvial verd grisenc sobre fons blanquinós; hi ha qui l'ha relacionat amb el Sumpfmuster nazi. Endemés, la cara externa, un cop examinada amb infra-roigs, desvetlla un tercer patró del tot diferent, a base de clapes, pics i traços verd fosc sobre verd intens; hi ha qui l'ha relacionat amb el Leibermuster nazi.
Oficialment "model 1960", vigí per a tot l'exèrcit del 1963 fins al 1985, en què hom revertí a un uniforme llis en verd oliva.
La classificació com a model 1960 es devia al fet que el disseny de les peces era essencialment el mateix que el de la primera versió de l'uniforme m. 1960, en patró mlok. Amb alguna diferència de matís: les peces superiors en jehliči duien muscleres, absents en els equivalents en mlok; els pantalons en jehliči eren multibutxaca per definició (generalment amb butxaca de manxa només al lateral esquerre, però en ambdós camals en alguna variant), mentre que entre les variants de pantalons en mlok n'hi havia que eren multibutxaca i n'hi havia que no.
El patró jehliči s'aplicava també a la gorra de campanya, la qual era d'orelleres.

### RDA: el patróStrichtarn(1965-1990)
També les forces armades de la RDA (NVA) adoptaren un patró pluvial, sota el nom oficial de Stricheldruck ('estampat discontinu'), més conegut entre erudits i col·leccionistes pel malnom de Strichtarnmuster ('patró mimètic a traços') o Strichtarn ('camuflatge a traços'); els soldats l'anomenaven, irònicament, Ein Strich - kein Strich ('un traç, cap traç'). Consistia en un motiu pluvial marró sobre fons feldgrau. Val a dir que, en moltes fotografies, ambdós colors tendeixen a fondre's i això provoca l'efecte que el to dominant sigui una mena de caqui, quan en realitat és més verdós.
Classificat com a "uniforme de campanya 1964" (Kampfanzug 64), s'estrenà, emperò, el 1965, tot substituint un altre patró mimètic, el Flächentarn (impròpiament, Blumentarn), clapejat. Amb diversos models successius, amb diferències de matís, vigí fins a l'extinció de l'Estat, el 1990.
L'uniforme de campanya Strichtarn normalment es duia amb casc, cobert, aquest, bé amb funda mimètica (Strichtarn), bé amb xarxa mimètica (verda). Alternativament podia dur-se amb el casquet de caserna de diari, de color verd oliva (no n'hi havia en Strichtarn). L'última versió d'aquest uniforme (1990) introduïa per primera volta una gorra de campanya, la qual presentava mimetitzat Strichtarn i tenia disseny de gorra de beisbol. Emperò, abans que aquesta peça es pogués distribuir en quantitats significatives es produí l'absorció de la RDA per la RFA i de l'NVA per la Bundeswehr.

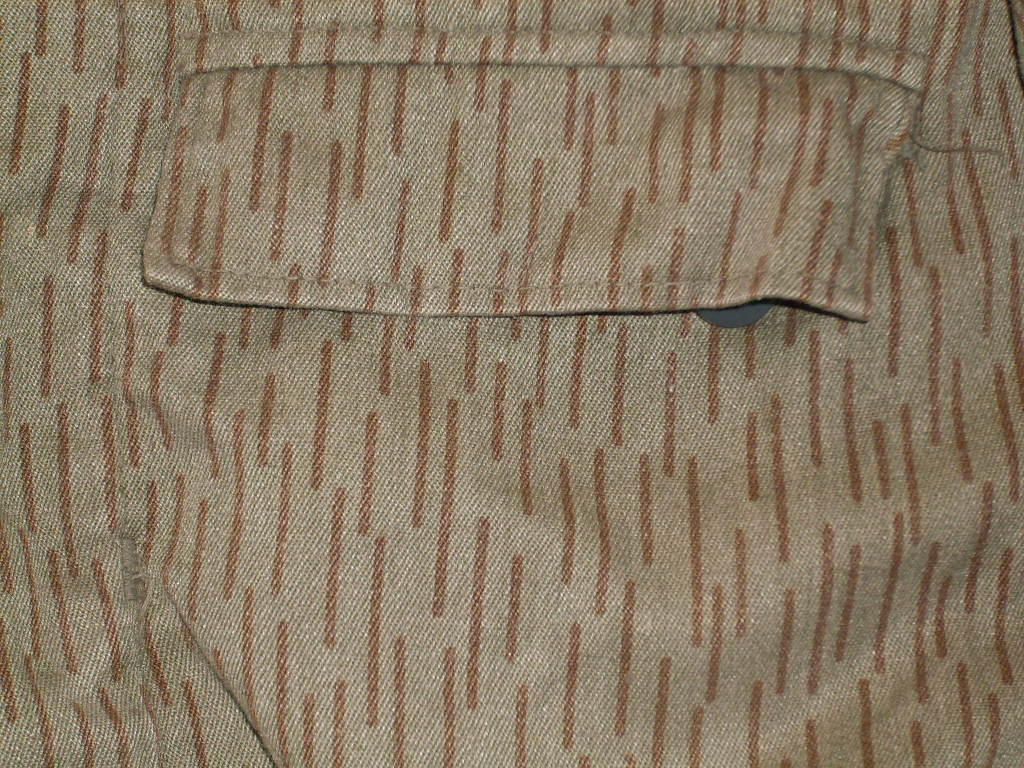
Exemple de patró pluvial: Strichtarn alemany (RDA)

De tots els patrons pluvials, l'Strichtarn és el més cèlebre internacionalment, sens dubte a causa de la gran referencialitat de la RDA als ulls del món capitalista. També fou el més aplicat a complements d'equipament: no tan sols a fundes mimètiques i a la tenda-ponxo (Zeltbahn), com en els altres casos, sinó també a la motxilla, la bossa portacarregadors, les cartutxeres, la bossa portagranades, les fundes de cantimplora i de pala, etc. (no pas, en canvi, al sarró, que restà monocolor).

### Bulgària: un cassui-generis
Segons afirmen fonts tan autoritzades com la Camopedia, un quart estat del Pacte de Varsòvia, Bulgària, desenvolupà patrons pluvials propis, tot i que restringits a forces especials. Emperò, hi ha qui ho nega i considera que es tracta d'una impressió falsa treta de fotos poc acurades. Sembla, doncs, que Bulgària no produí pas patrons pròpiament pluvials, és a dir, en què l'element pluvial fos l'únic o el principal: en el marc dels patrons mimètics búlgars, aquests elements pluvials, o bé formaven part de patrons estellats (curiosament, amb les traces onejants), o bé eren secundaris al si de patrons amb grans clapes com a element principal (amb les traces pluvials rectes).

## Modernitat dels uniformes en patrons pluvials
Els uniformes de campanya a què s'aplicaren patrons pluvials eren de tipus modern, a base de jaqueta de campanya i pantaló multibutxaca, generalment calçant botes de mitja canya. De fet, aquesta tipologia d'uniforme s'introduí als exèrcits del Pacte de Varsòvia de la mà de patrons mimètics, i quan s'estengué a la totalitat de la tropa ho feu en patrons pluvials.

## Extinció
El pas dels estats del bloc soviètic al sistema capitalista, entre 1989 i 1991, acabà comportant la pràctica extinció del patró pluvial. Certes guerrilles antiimperialistes africanes, i també estats com Namíbia i l'Uzbekistan, han usat uniformes pluvials en un moment o altre, generalment aprofitant excedents de la RDA.

## Popularitat i prestigi
Tècnicament, avui dia els patrons pluvials no es jutgen com a gaire funcionals, atès que a certa distància donen la impressió d'ésser monocolors, generalment del color del fons. Des del punt de vista estètic, en canvi, presenten un cert interès, i disten força dels models de mil ratlles.
Hi ha enormes existències d'uniformes pluvials, sobretot en Strichtarn de la RDA, per la qual cosa es venen a preus rebentats en el mercat de la militària. L'excepció són les peces en deszczyk polonès, molt més rares. Les peces en jehliči txecoslovac tenen una valoració comercial intermèdia entre ambdós extrems.